# Kanal Tiusj
Kanal Tiusj (ryska: Канал Тюш) är en kanal i Kirgizistan.   Den ligger i oblastet Tjüj Oblusu, i den norra delen av landet, 14 km väster om huvudstaden Bisjkek.